# MUL.APIN

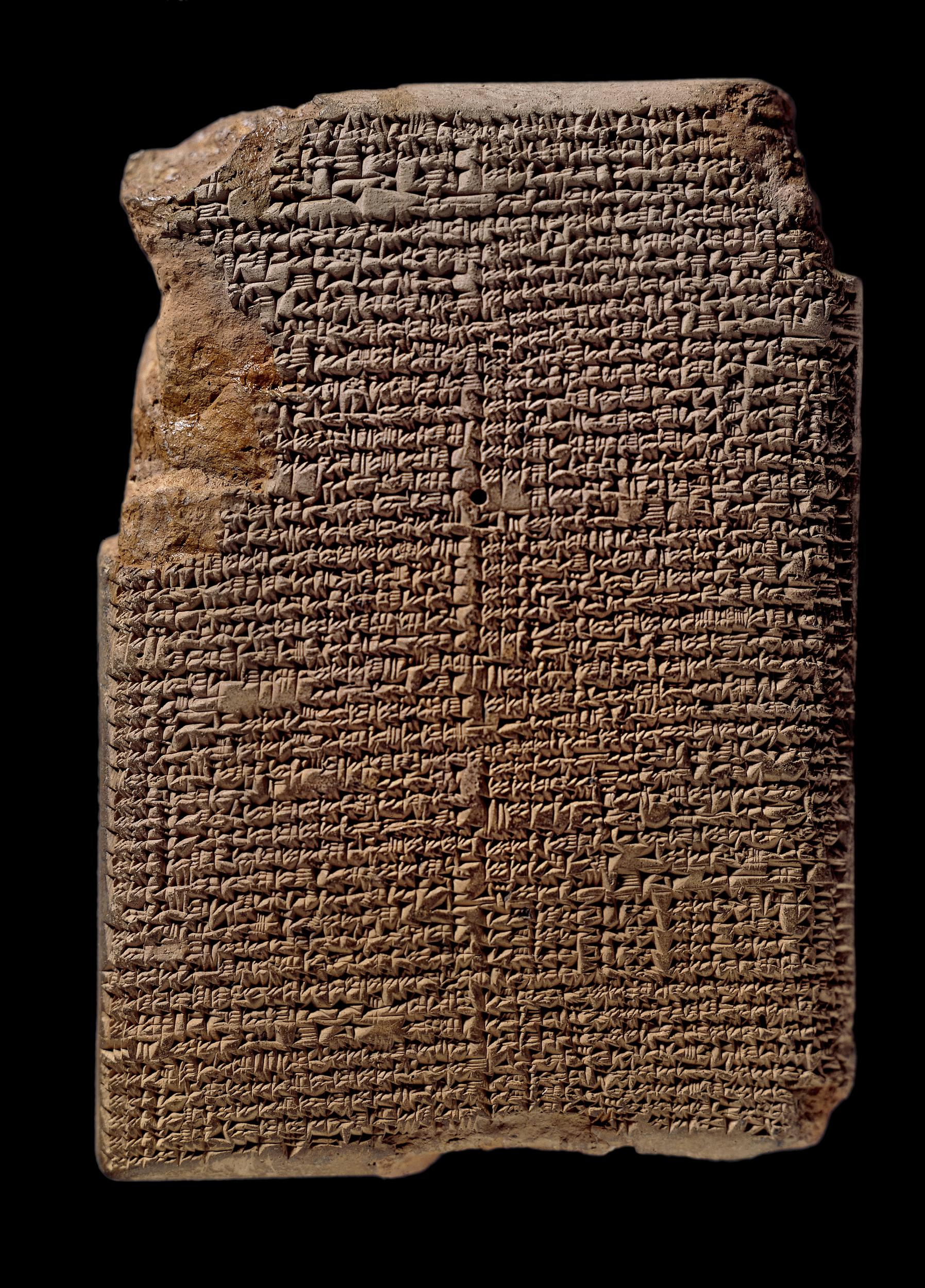
Teil des Textes von MUL.APIN auf einer Tontafel im British Museum (London)

MUL.APIN (𒀯𒀳) ist die übliche Bezeichnung für ein babylonisches Kompendium, das sich mit vielen verschiedenen Aspekten der mathematischen babylonischen Astronomie befasst. Jüngste Edition ist die von Hunger und Steele (2019). Möglicherweise steht es bzw. Teile davon in der Tradition früherer Sternkataloge, der so genannten Three-Stars-Each-Listen. Allerdings geht dieses Kompendium weit darüber hinaus. Es besteht aus zwei großen Teilen: Im ersten Teil wird die scheinbare Himmelskugel beschrieben, also die Daten zum Bau eines Globuskalenders gegeben, im zweiten Teil geht es um Zeitrechnung mit Hilfe dieses Sternkalenders sowie mit Sonnen- und Wasseruhren. Den Abschluss bildet eine Liste von Omina. Die Daten beruhen auf genaueren Beobachtungen verschiedenen Alters: Manche der Teil-Listen datieren zwischen 1400 und 1100, manche anderen sind möglicherweise jünger oder älter. Die Kompilation datiert wahrscheinlich zwischen 1250 und 1000 v. Chr. Der Text listet die Namen von über 70 Sternen und Sternbildern auf und enthält darüber hinaus eine Reihe von Angaben wie Auf-, Untergangs- und Kulminationsdaten, die dazu beitragen, die Grundstruktur der babylonischen Sternkarte darzustellen.
Das älteste Exemplar datiert ins 7. Jahrhundert v. Chr., ist auf zwei Tafeln erhalten, die nach ihrem Incipit benannt sind und dem ersten Sternbild des Jahres, MULAPIN, "Der Pflug", entsprechen, das nach der Zusammenstellung der Vorschläge von Gössmann und Kurtik mit Sternen im Bereich der modernen Sternbilder Kassiopeia, Andromeda und Triangulum identifiziert wird. Neuerdings wird vorgeschlagen, dass es nur die hellen Kassiopeia-Sterne sind.

## Datierung
Der Astrophysiker Bradley Schaefer und der Astronom Teije de Jong haben errechnet, dass die Daten der heliakischen Auf- und Untergänge in diesen Tafeln in die Region von Assur um das Jahr 1370±100 v. Chr. (Schaefer) bzw. ungefähr in die Epoche zwischen 1400 und 1100 v. Chr. (de Jong) passen.
Watson und Horowitz haben gezeigt, dass der Textstil von einer Liste zur anderen von geringer zu hoher Komplexität wechselt. Daher ist es gut möglich, dass Liste 1 älter ist als Liste 2-4 und diese wiederum älter als Liste 5 usw.

## Inhalt
Der Text wurde häufig auf zwei, mitunter auch auf drei Tafeln geschrieben. Egal, wie viele Tafeln er physisch einnimmt, besteht er aus zwei inhaltlichen Teilen:
| Teil I – Beschreibung des statischen Himmels |            |     |            |                                                              |
| Liste 1                                      | I i 1      | bis | I ii 35    | Katalog der Asterismen (Inventur des Himmels)                |
| Liste 2                                      | I ii 36    | bis | I iii 12   | Daten von heliakischen Aufgängen im babylonischen Kalender   |
| Liste 3                                      | I iii 13   | bis | I iii 33   | simultane Auf- und Untergänge                                |
| Liste 4                                      | I iii 34   | bis | I iii 48   | Zeitintervalle zwischen zwei aufeinander folgenden Aufgängen |
| Liste 5                                      | I iv I     | bis | I iv 30    | ziqpu-Asterismen                                             |
| Liste 6                                      | I iv 31    | bis | I iv 39    | Sternbilder im Mondpfad                                      |
| Teil II – Veränderungen am Himmel            |            |     |            |                                                              |
| Liste 1                                      | II i 1     | bis | II i 8     | Bewegung der Planeten im Mondpfad                            |
| Liste 2                                      | II i 9     | bis | II i 24    | Bestimmung der Jahreshauptpunkte                             |
| Liste 3                                      | II i 25-37 | und | II i 68-71 | heliakische Aufgänge und Windrichtung                        |
| Liste 4                                      | II i 38    | bis | II i 67    | Planeten – Sichtbarkeiten                                    |
| Liste 5                                      | II ii 1    | bis | II ii 20   | Schaltregeln                                                 |
| Liste 6                                      | II ii 21   | bis | II ii 42   | Länge des Schattens der Sonnenuhr                            |
| Liste 7                                      | II ii 43   | bis | II iii 15  | Wasseruhr                                                    |
| Liste 8                                      | II iii 16  | bis | II iv 12   | Omina                                                        |

## Mondpfad
| Nr. | MUL.APIN Name       | Übersetzung                                                                          | modernes Sternbild                                                | assoziierter Gott nach Liste 1 | Bild |
| --- | ------------------- | ------------------------------------------------------------------------------------ | ----------------------------------------------------------------- | ------------------------------ | ---- |
| 1   | MUL.MUL             | Viele Sterne (Sternhaufen)                                                           | Plejaden (im Stier)                                               | Anu                            |      |
| 2   | GU4.AN.NA           | Himmelsstier                                                                         | Stier                                                             | Anu                            |      |
| 3   | SIPA.AN.NA          | Treuer Himmelshirte                                                                  | Orion                                                             | Anu                            |      |
| 4   | ŠU.GI               | Alter Mann (Enmešarra, der letzte von Enlils Vorfahren)                              | Perseus                                                           | Enlil                          |      |
| 5   | GAM                 | Krummholz                                                                            | Fuhrmann                                                          | Enlil                          |      |
| 6   | MAŠ.TAB.BA.GAL.GAL  | Große Zwillinge (Lugalirra and Meslamta’ea, a pair of netherworld gods)              | Zwillinge (nördlich der Ekliptik)                                 | Enlil                          |      |
| 7   | AL.LU               | Krebs                                                                                | Krebs                                                             | Enlil                          |      |
| 8   | UR.GU.LA            | Löwe                                                                                 | Löwe                                                              | Enlil                          |      |
| 9   | AB.SIN              | Furche                                                                               | Jungfrau (nördlich von Spica)                                     | Šala                           |      |
| 10  | RIN                 | Waage                                                                                | Waage und Teil der Jungfrau südlich von Spica                     | Anu                            |      |
| 11  | GIR.TAB             | Skorpion                                                                             | Skorpion (vielleicht auch südliche Teile des Schlangenträgers)    | Ea                             |      |
| 12  | PA.BIL.SAG          | Pabilsang (Stadtgott von Larak)                                                      | Schütze                                                           | Ea                             |      |
| 13  | SUḪUR.MEŠ           | Ziegenfisch                                                                          | Steinbock                                                         | Ea                             |      |
| 14  | GU.LA               | Der Großartige (ein gängiger Beiname von Ea/Enki)                                    | Wassermann                                                        | Ea                             |      |
| 15  | KUNMUŠ (ša) SIM.MAḪ | Schwänze der Riesenschwalbe                                                          | Fische                                                            | Anu/Ea                         |      |
| 16  | DingirAnunitu       | Göttin Anunitu (Ištar of Sippar)                                                     | der östliche der Teil der Fische und Teile von Andromeda (Mirach) | Anu                            |      |
| 17  | LUHUN.GA            | Lohnarbeiter (Dumuzi, die mythologiusche Liebhaber von Inanna/Ištar, ein Hirtengott) | Widder und Dreieck                                                | Anu                            |      |

## Ausgaben
- Hermann Hunger, John Steele: The Babylonian Astronomical Compendium MUL.APIN. Routledge, 2018, ISBN 978-1-138-05047-1.
- Hermann Hunger, David Pingree: Mul.Apin : an astronomical compendium in cuneiform (= Archiv für Orientforschung 24). F. Berger und Söhne, Horn 1989.